# Sophie Wilson
Sophie Wilson (Leeds, 1957) is een vooraanstaande Britse informaticus. In 2011 noemde het Amerikaanse computerblad Maximum PC haar een van de 15 belangrijkste vrouwen in de technologie-industrie. Wilson is vooral bekend als ontwerper van de Acorn System 1, een aantal ontwerpen van Acorn Computers en de instructieset van de ARM-architectuur.
Wilson is directeur van het technologieconglomeraat Broadcom Inc. Wilson werd in 2009 gekozen als lid van de Royal Academy of Engineering en in 2013 als lid van de Royal Society.

## Jeugd en opleiding
Wilson groeide op in Leeds. Haar ouders waren beiden leraar, haar vader doceerde Engels en haar moeder natuurkunde. Ze studeerde informatica en wiskunde aan de Universiteit van Cambridge.

## Carrière
Wilson ging in 1978 bij Acorn Computers werken. Haar computerontwerp werd door Christopher Curry en Hermann Hauser gebruikt voor de Acorn System 1, de eerste van een lange serie door Acorn verkochte computers.
In juli 1981 breidde Wilson de variant van de programmeertaal BASIC van de Acorn Atom uit voor de Acorn Proton, een microcomputer waarmee Acorn een contract verwierf met de BBC voor een ambitieus onderwijsproject voor computers. Ze ontwierp en bouwde een prototype in een week. Dit werd uiteindelijk de BBC Micro en de BASIC-variant BBC BASIC. Ze schreef ook de technische specificaties en gebruikershandleiding.
Vanaf oktober 1983 ontwierp Wilson de instructieset voor een van de eerste RISC-processoren, de ARM. Versies van deze processor werden in 2012 door 95% van de smartphones gebruikt.
In 1999 stond ze met de door haar ontwikkelde SIMD LIW processor aan de wieg van de opmars en verdere doorontwikkeling van de ADSL/ADSL2-technologie, waarin deze chips werden toegepast en waarmee voor de consumentenmarkt aanmerkelijk snellere verbindingen – met name naar het internet – mogelijk werden dan daarvoor via modemverbindingen (over normale telefoonlijnen) of zelfs met ISDN-verbindingen en -(SOHO)-routers mogelijk waren.
Wilson was directielid van Eidos Interactive. Vanaf 2000 is ze directeur IC-ontwerp van Broadcoms Britse vestiging in Cambridge.

### Awards en onderscheidingen
Naast verscheidene fellowships ontving Wilson in 1992 International Learning Person of the Year Award voor het ontwikkelen van Acorn Replay, een multimediaspeler die verreweg superieur was aan de destijds veelgebruikte QuickTime-player van Apple. In 2013 werd zij door het Europees Octrooibureau genomineerd voor een European Inventor Award, maar won deze niet. Wel ontving zij in datzelfde jaar, samen met prof. Stephen Furber, de Royal Society Mullard Award voor hun waardevolle bijdragen aan het ontwikkelen en analyseren van de ARM-processors en het belang van deze chips voor de vele embedded systems waarin zij toegepast en gebruikt worden. In 2014 nam Wilson de Lifetime Achievement Award in ontvangst tijdens de vierde Lovie Awards-uitreiking te Londen, als erkenning voor wat de ontwikkeling van de ARM-processors heeft betekend in de technologie, met name als toepassing in mobiele telefonie. In 2017 werd haar door de University of Cambridge (Cambridge, Verenigd Koninkrijk) een eredoctoraat toegekend voor haar verdiensten voor de BBC Micro en haar rol bij de ontwikkeling van de ARM-chips en hun instructieset(s).

## Persoonlijk
Wilson is een transvrouw. Voor haar transitie heette ze Roger Wilson. Ze woont in Lode en is amateurfotograaf en actief in amateurtoneel.